# 石倉ヒロユキ
石倉 ヒロユキ（いしくら ヒロユキ、1956年 - ）は、日本の絵本作家、エッセイスト。園芸書、料理書、児童書のプロデュースを数多く手がける。

## 略歴
- 1956年 島根県松江市生まれ。
- 1978年 多摩美術大学絵画科卒業
- 1985年 「ビジュアルプロジェクトhis」の設立に参加。
- 1987年「株式会社レジア」設立。
- 1997年 ロンドンに暮らし、200か所以上の庭を訪ねる。園芸生活を堪能しつつ、絵本「ポットくんのおしり」を上梓。文章は、妻の真木文絵による。
- 1999年 『趣味の園芸』など連載エッセーが増え、なにが本業か本人にも分からなくなる。
- 2011年 事務所を吉祥寺本町へ移転。株式会社レジアは、「野菜の便利帳」（高橋書店／便利帳シリーズ）をはじめ、日常をたのしむ実用書の企画制作会社。企画発案から撮影、デザイン、印刷データの管理まで、独特のデータ制作をおこなっている。
- 2014年 Kindleデジタルブックサイトで「とわ文庫」の発売を開始。

## 主要著作

### エッセイ
- 「古本まるかじり」『野菜の時間』NHK出版
- 「スゴイ植物」『趣味の園芸』 NHK出版
- 「趣味は園芸！」『nico』
- 「食べもの絵便り」『栄養と料理』女子栄養大学出版部
- 「英国気分ガーデニング生活」東京書籍（1998年）
- 「園芸天国」新潮OH！文庫（2000年）
- 「園芸の手帖」講談社（2001年）
- 「暮らしの遊び方」講談社（2003年）
- 「ヤッホー！緑の時間割」講談社文庫（2004年）
- 「趣味は園芸」NHK出版（2004年）
- 「ほぼ1円の家 中古住宅ともったいないDIY術」NHK出版（2009年）

### 絵本
- 「ぞうくんのシーソー」チャイルド本社
- 「ポットくんのおしり」福音館書店（1998年）
- 「はやおきのロビン」福音館書店（1999年）
- 「お花屋さんになりたかった犬」角川書店（1999年）
- 「やさいぎらいのガジガジくん」福音館書店（1999年）
- 「ワンニャンプー」福音館書店 （2002年）
- 「5つぶのえんどうまめ 」チャイルドブック （2002年）
- 「じてんしゃくんのぼうけん」チャイルドブック （2002年）
- 「ポットくんとわたげちゃん」福音館かがくのほん （2003年）
- 「ぼくたちプリッキーズ」チャイルド本社（2004年）
- 「おべんとくん」チャイルドブック （2004年）
- 「ポットくんとにわのいけ」福音館書店（2005年）
- 「ゆかいなクレヨンぐみ」チャイルドブック（2005年）
- 「たっくんごはん」文溪堂（2005年）
- 「ずんたたくん」佼成出版社（2005年）
- 「ポットくんとミミズくん」福音館書店 （2006年）
- 「くろぞうとあおぞう」ひさかたチャイルド（2006年）
- 「いちごとおひさま」Gakken（2007年）
- 「トマトひめのかんむり」ひかりのくに（2007年）
- 「いちごとおひさま」Gakken（2007年）
- 「トマトひめのかんむり」ひかりのくに（2007年）
- 「くだものぱっくん」岩崎書店（2008年）
- 「ころころおむすび」岩崎書店（2008年）
- 「おやさいとんとん」岩崎書店（2008年）
- 「「かたち」ぞうこさんのまる さんかく しかく」コクヨS&T株式会社（2008年）
- 「「いろ」カメレオンのえんぴつ」コクヨS&T株式会社（2008年）
- 「「かず」バス1 2 3」コクヨS&T株式会社（2008年）
- 「どれどれパン」岩崎書店（2008年）
- 「コンコンたまご」岩崎書店（2008年）
- 「かんぱいごっくん」岩崎書店（2008年）
- 「「かく」あいうえおにぎり」コクヨS&T株式会社（2008年）
- 「「きる」ちょっきんはさみくん」コクヨS&T株式会社（2008年）
- 「「はる」ぺったんどうぶつせん」コクヨS&T株式会社（2008年）
- 「「くむ」へんしんブロック」コクヨS&T株式会社（2008年）
- 「まるまるさんかくにこにこおむすび」チャイルドブック（2009年）
- 「こちょこちょむし」チャイルドブック（2009年）
- 「いっしょにつくろ！エコこうさくえほん1「かみ」」岩崎書店（2010年）
- 「いっしょにつくろ！エコこうさくえほん2「ぬの」」岩崎書店（2010年）
- 「いっしょにつくろ！エコこうさくえほん3「びん・かん・プラスチック」」岩崎書店（2010年）
- 「おさるのふろや」チャイルドブック（2011年）
- 「カレーだいおうのまほう」チャイルドブック（2011年）
- 「おべんとうんち」幻冬舎エデュケーション（2011年）
- 「きゅうこんくんのともだち」ひかりのくに（2011年）
- 「コンコンクシャンのうた」チャイルドブック（2012年）
- 「おこさまランチ いただきま〜す」岩崎書店（2013年）
- 「おべんとどうぞ」 ひさかたチャイルド（2014年）
- 「育てて、発見！「トマト」」福音館書店（2014年）
- 「育てて、発見！「ゴーヤ」」福音館書店（2014年）
- 「育てて、発見！「じゃがいも」」福音館書店（2015年）

### 教材
- 「AEON KIDS Tina Look!」
- 「AEON KIDS Annie's Spaceship」

## 企画制作
- 「いぬdeco」地球丸
- 「別冊天然生活　kitchen deco」地球丸
- 「心地いい部屋が自分でもつくれる本」主婦と生活社
- 「なんだって食べちゃうスーパークッキング650」講談社
- 「庭の一皿」講談社
- 「Garden Pleasures」ピエ・ブックス
- 「ニンジンの絵本」農山漁村文化協会
- 「ホウレンソウの絵本」農山漁村文化協会
- 「はじめてのテーブルガーデニング 」主婦と生活社
- 「おいしい野菜の作り方」主婦と生活社
- 「パパママつくって！かわいい段ボール家具 」NHK出版（2006年）
- 「別冊天然生活　食物センイを食べて美肌とスリムを手に入れる本 」地球丸（2006年）
- 「私のカントリー別冊　The Rose Book」主婦と生活社（2006年）
- 「趣味の園芸　ガーデニングベランダ菜園」日本放送出版協会（2006年）
- 「ウサコの祝便ノート」地球丸（2006年）
- 「遊べるダンボール工作ア・ラ・カルト」小学館（2007年）
- 「野菜の便利帳」高橋書店（2008年）
- 「パパママつくって！遊べる学べる 段ボールおもちゃ」NHK出版（2009年）
- 「ちびくっく　ちゃちゃっとベジゴハンみんなの野菜」扶桑社（2009年）
- 「日本の食材帖　野菜・魚・肉」主婦と生活社（2009年）
- 「もっとからだにおいしい野菜の便利帳」高橋書店（2009年）
- 「日本の食材帖　実践レシピ」主婦と生活社（2010年）
- 「からだにおいしい魚の便利帳」高橋書店（2010年）
- 「からだにおいしい野菜の便利帳世界の野菜レシピ」高橋書店（2010年）
- 「パパママつくって！こどもレシピ大研究」NHK出版（2010年）
- 「デキル女子のおべんと本うまうま元気弁当」扶桑社（2010年）
- 「おいしい菜園　とれたて野菜手帖」NHK出版（2010年）
- 「からだにおいしい魚の便利帳　全国お魚マップ&万能レシピ 」高橋書店（2011年）
- 「からだにおいしい野菜の便利帳　伝統野菜・全国名物マップ」高橋書店（2011年）
- 「乾物と保存食材事典」誠文堂新光社（2011年）
- 「親子で遊べる　3〜5才のだいすき！おりがみ」高橋書店（2011年）
- 「親子で遊べる　5〜7才のだいすき！おりがみ」高橋書店（2011年）
- 「地震の準備帖　時間軸でわかる心得と知恵」NHK出版（2011年）
- 「からだにおいしい野菜の便利帳　日本の野菜レシピ」高橋書店（2011年）
- 「花屋さんで人気の421種大判花図鑑」西東社（2011年）
- 「料理の便利帖」主婦と生活社（2011年）
- 「くらし方が変わる！おうちでごはんを愉しむＩＨクッキング」小学館（2012年）
- 「からだにおいしい　キッチン栄養学」高橋書店（2012年）
- 「素材よろこぶ　調味料の便利帳」高橋書店（2012年）
- 「台所道具の本　プロに教わる選び方・つきあい方のいろは」主婦の友社（2012年）
- 「体が勝手にやせる食べ方」マキノ出版（2012年）
- 「からだにおいしい　フルーツの便利帳」高橋書店（2012年）
- 「調味料とたれ＆ソース王道レシピ手帖568」主婦の友社（2012年）
- 「日本の食材帖　乾物レシピ」主婦と生活社（2012年）
- 「こどもの食材便利帳」西東社（2012年）
- 「スパイス選びから始めるインドカレー名店のこだわりレシピ」誠文堂新光社（2013年）
- 「親子でいっしょにあそぼう! おりがみ」高橋書店（2013年）
- 「野菜で探す「健康食べ合わせ」手帖」主婦の友社（2013年）
- 「ハーブ&スパイス事典　世界で使われる256種」誠文堂新光社（2013年）
- 「病気を治す!症状別のおくすりスープ」マキノ出版 （2013年）
- 「肉・魚が食べ放題の原始人食ダイエット」マキノ出版 （2013年）
- 「あの名店から定食屋まで! ヒミツの味つけ手帖」主婦の友社 （2013年）
- 「育てておいしいまいにちハーブ」NHK出版（2013年）
- 「肌と腸をキレイにしてくれる　山盛りハーブサラダをはじめよう」主婦の友社（2013年）
- 「入門　日本の七十二候と旬の食」洋泉社（2013年）
- 「おいしく育てる　はじめての家庭果樹」NHK出版（2013年）
- 「はじめて育てる！多肉植物 サボテン」NHK出版（2014年）
- 「定番おかずからお店の味まで　たれ・ソースの基本とアレンジ571」学研プラス（2014年）
- 「定番料理はこれで必ずおいしくなる！魔法のコツ手帖525」主婦の友社（2014年）
- 「育てておいしいベランダ野菜」NHK出版（2014年）
- 「たれ・ソースの黄金比レシピ345」主婦と生活社（2014年）
- 「福を招く食と暮らしの七十二候」幻冬舎（2014年）
- 「豆乳レシピ」主婦と生活社（2014年）
- 「バイヤー厳選の人気調味料&スーパーフード手帖606」主婦の友社（2015年）
- 「四季の花便利帳」主婦の友社（2015年）
- 「材料がひと目でわかる！手作りお菓子手帖よくばりレシピ３２０」主婦の友社（2015年）
- 「最新の栄養学でカラダに役立つ　毎日の健康レシピ316」学研プラス（2015年）
- 「おうちで育てて、おいしく元気！キッチンハーブ」学研プラス（2015年）
- 「サラダがおいしいドレッシングとソース　基本とアレンジ274」学研プラス（2015年）
- 「合わせ調味料の黄金比レシピ260」主婦と生活社（2015年）
- 「調べる学習百科 日本の伝統野菜」岩崎書店（2015年）
- 「保存びんに、季節とおいしさ詰め込んで。」主婦の友社（2015年）
- 「季節の果物を使ってつくる 蜂蜜コンフィチュール」誠文堂新光社（2015年）
- 「薔薇の便利帳　楽しむ、育てる、咲かせる812種」主婦の友社（2015年）
- 「育てておいしい　ヘルシー植物」NHK出版（2015年）
- 「新・野菜の便利帳　おいしい編」高橋書店（2016年）
- 「新・野菜の便利帳　健康編」高橋書店（2016年）
- 「すぐでき　おべんと丼」学研プラス（2016年）
- 「季節を楽しむ たれ・ソース　基本とアレンジ450」学研プラス（2016年）
- 「一人分でもおいしくできる食べきりゴハン」主婦と生活社（2016年）